# Roberto del Palatinato-Simmern
Roberto del Palatinato-Simmern, in tedesco Ruprecht von Pfalz-Simmern (1420 – 17 ottobre 1478), è stato un vescovo cattolico tedesco.

## Origini e famiglia
Roberto nacque nel 1420 da Stefano del Palatinato-Simmern-Zweibrücken e dalla di lui consorte Anna di Veldenz.
Il nonno paterno era Roberto del Palatinato, re dei Romani.
Il padre, terzo figlio del re Roberto del Palatinato, fu il capostipite della linea dinastica Simmern-Zweibrücken. Nel 1410 sposò Anna di Veldenz, ereditiera della Contea di Veldenz (e della metà di quella di Sponheim). Già dal di lei matrimonio fu chiaro che alla morte dell'ultimo conte di Veldenz la sua eredità sarebbe finita nelle mani di Stefano. I suoi figli, Federico e Ludovico si divisero nel 1459 i possedimenti paterni. Ludovico ricevette il ducato di Zweibrücken e l'eredità dei Veldenz e fondò la linea dinastica del Palatinato-Zweibrücken. Federico I ebbe il ducato di Simmern e una quota della contea di Sponheim dall'eredità materna, che egli già dal 1444, dopo la morte dell'ultimo dei Veldenz, da Kastellaun in giù governava. Egli fu così effettivamente fondatore della linea dinastica Palatinato-Simmern.

## Biografia
Dal 1432 al 1436 fu canonico nella diocesi di Treviri, nel 1436 in quella di Magonza. Dal 1436 fino al 1438 fu prevosto di San Guido a Spira, nel 1437 divenne uno dei canonici commendatari dell'Arcidiocesi di Colonia.
Dal 1438 al 1439 egli studiò presso l'Università di Heidelberg e nel 1440 divenne prevosto del duomo a Strasburgo. Il vescovo di Strasburgo Corrado IV di Bussnang lo nominò coadiutore e nel 1440 rinunciò alla rendita perpetua. L'antipapa Felice V lo nominò vescovo di Strasburgo e questa decisione fu confermata da papa Eugenio IV. Roberto poté entrare nella città sede della sua diocesi solo nel 1449. Politicamente egli si appoggiò all'Elettorato palatino e concluse un accordo di alleanza con Federico I del Palatinato. La riforma del clero diocesano fu solo in parte portata a termine. Roberto modernizzò la diocesi nella direzione di uno stato territoriale laico, però le sue elevate imposizioni tributarie condussero ad una sollevazione.

## Ascendenza
|                                            |                       |                                 | Genitori                      |  |  | Nonni |  |  | Bisnonni                  |  |  | Trisnonni             |  |
|                                            |                       |                                 |                               |  |  |       |  |  | Roberto II del Palatinato |  |  | Adolfo del Palatinato |  |
|                                            |                       |                                 |                               |  |  |       |  |  | Roberto II del Palatinato |  |  | Adolfo del Palatinato |  |
|                                            |                       | Irmengarda di Oettingen         |                               |  |  |       |  |  | Roberto II del Palatinato |  |  |                       |  |
| Roberto III del Palatinato                 |                       |                                 |                               |  |  |       |  |  | Roberto II del Palatinato |  |  |                       |  |
|                                            |                       | Beatrice d'Aragona              | Pietro II di Sicilia          |  |  |       |  |  |                           |  |  |                       |  |
|                                            |                       | Beatrice d'Aragona              | Pietro II di Sicilia          |  |  |       |  |  |                           |  |  |                       |  |
|                                            |                       | Beatrice d'Aragona              | Elisabetta di Carinzia        |  |  |       |  |  |                           |  |  |                       |  |
| Stefano del Palatinato-Simmern-Zweibrücken |                       | Beatrice d'Aragona              |                               |  |  |       |  |  |                           |  |  |                       |  |
|                                            |                       | Federico V di Norimberga        | Giovanni II di Norimberga     |  |  |       |  |  |                           |  |  |                       |  |
|                                            |                       | Federico V di Norimberga        | Giovanni II di Norimberga     |  |  |       |  |  |                           |  |  |                       |  |
|                                            |                       | Federico V di Norimberga        | Elisabetta di Henneberg       |  |  |       |  |  |                           |  |  |                       |  |
| Elisabetta di Norimberga                   |                       | Federico V di Norimberga        |                               |  |  |       |  |  |                           |  |  |                       |  |
|                                            |                       | Elisabetta di Meißen            | Federico II di Meißen         |  |  |       |  |  |                           |  |  |                       |  |
|                                            |                       | Elisabetta di Meißen            | Federico II di Meißen         |  |  |       |  |  |                           |  |  |                       |  |
|                                            |                       | Elisabetta di Meißen            | Matilde di Baviera            |  |  |       |  |  |                           |  |  |                       |  |
| Roberto del Palatinato-Simmern             |                       | Elisabetta di Meißen            |                               |  |  |       |  |  |                           |  |  |                       |  |
|                                            | Enrico III di Veldenz | …                               |                               |  |  |       |  |  |                           |  |  |                       |  |
|                                            | Enrico III di Veldenz | …                               |                               |  |  |       |  |  |                           |  |  |                       |  |
|                                            | Enrico III di Veldenz | …                               |                               |  |  |       |  |  |                           |  |  |                       |  |
| Federico III di Veldenz                    | Enrico III di Veldenz |                                 |                               |  |  |       |  |  |                           |  |  |                       |  |
|                                            |                       | Loretta di Sponheim-Starkenburg | …                             |  |  |       |  |  |                           |  |  |                       |  |
|                                            |                       | Loretta di Sponheim-Starkenburg | …                             |  |  |       |  |  |                           |  |  |                       |  |
|                                            |                       | Loretta di Sponheim-Starkenburg | …                             |  |  |       |  |  |                           |  |  |                       |  |
| Anna di Veldenz                            |                       | Loretta di Sponheim-Starkenburg |                               |  |  |       |  |  |                           |  |  |                       |  |
|                                            |                       | Giovanni I di Nassau-Weilburg   | Gerlach I di Nassau-Wiesbaden |  |  |       |  |  |                           |  |  |                       |  |
|                                            |                       | Giovanni I di Nassau-Weilburg   | Gerlach I di Nassau-Wiesbaden |  |  |       |  |  |                           |  |  |                       |  |
|                                            |                       | Giovanni I di Nassau-Weilburg   | Agnese d'Assia                |  |  |       |  |  |                           |  |  |                       |  |
| Margherita di Nassau-Saarbrücken           |                       | Giovanni I di Nassau-Weilburg   |                               |  |  |       |  |  |                           |  |  |                       |  |
|                                            |                       | Giovanna di Saarbrücken         | …                             |  |  |       |  |  |                           |  |  |                       |  |
|                                            |                       | Giovanna di Saarbrücken         | …                             |  |  |       |  |  |                           |  |  |                       |  |
|                                            |                       | Giovanna di Saarbrücken         | …                             |  |  |       |  |  |                           |  |  |                       |  |
|                                            |                       | Giovanna di Saarbrücken         |                               |  |  |       |  |  |                           |  |  |                       |  |